# Biserica de lemn din Ațintiș

Biserica de lemn din Aţintiş, judeţul Mureş

Biserica de lemn din Ațintiș, comuna Ațintiș, județul Mureș. Nu se cunoaște data la care a fost construită dar se cunoaște faptul că în anul 1819 a fost adusă din altă localitate. Biserica a fost demolată.

## Istoric
Pe când popa Atanasie Conț era preot al satului Ațintiș, în anul 1819, se ridica biserica de lemn: „Și s-a gătat în 29 zile, la Tăierea capului Ion Botezătorul. Și au cumpărat sindilă Hodoș Petru, 18 mii sindile, cu 60 florinți și plata meșterilor 40 zloți și 8 merțe de grâu și 5 cupe de vinarsu. Și cu(i)e zece mii cu 7 zloți (toată) cheltuiala banilor, o sută de zloți.” La sfințirea bisericii este invitat să participe episcopul Vasile Moga.

## Trăsături
Planul bisericii era dreptunghiular, altarul ceva mai mic, cu 3 fețe. Avea un singur acoperiș ce cuprindea atât naosul, pronaosul cât și absida altarului. Bolta era una singură de la altar și până în pronaos. Biserica avea pictură frumoasă. Clopotnița era alăturată bisericii.